# Damoklész

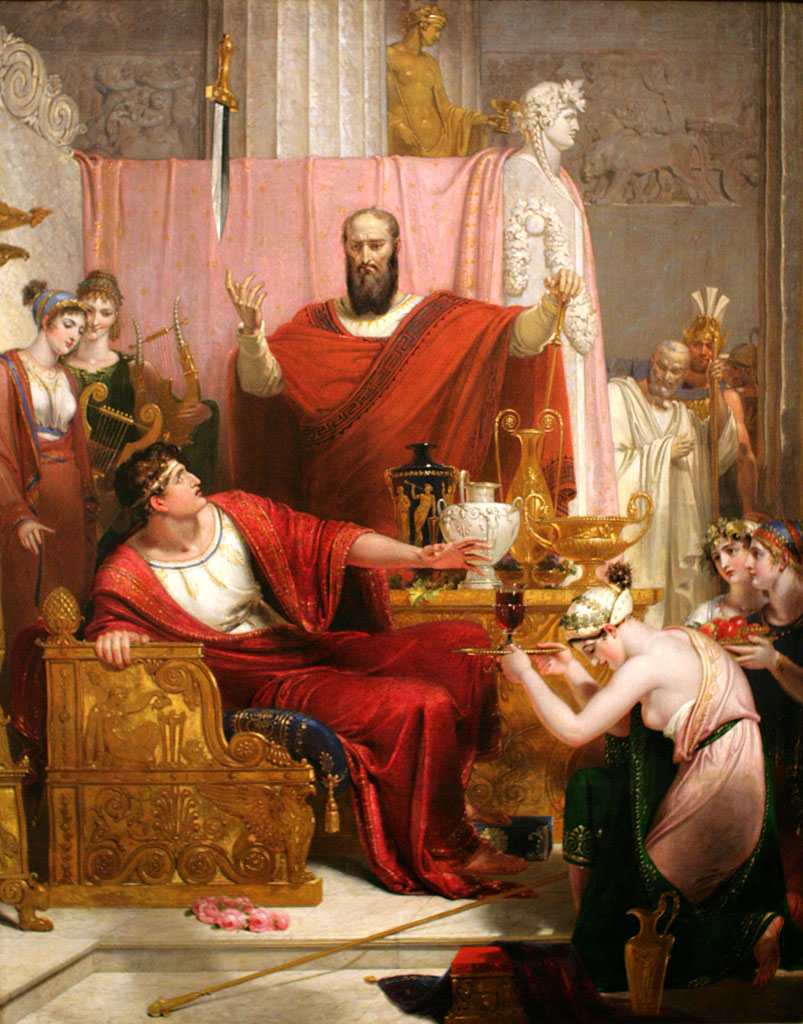
Richard Westall: Damoklész kardja (1812). Ackland Art Museum

Damoklész az anekdota szerint az i. e. 4. században, a szicíliai görög nagyvárosban, Szürakuszaiban élt, és II. Dionüsziosz türannisz kegyence volt. Damoklész irigykedett a trónnal járó kellemetességekre, és ebből a király úgy gyógyította ki, hogy trónjára ültette, minden jóval traktálta, de a feje fölé egy kihegyezett kardot lógatott a hegyével lefelé, egyetlen szál lószőrrel felfüggesztve. Ez a kard képviselte a királyra acsarkodó ellenségeket, irigyeket és általában az uralkodással járó felelősség fenyegető súlyát.
Az anekdota ebben a formában a Kr. e. 1. században élt római Cicero Tusculanae disputationes (Tusculumi beszélgetések) című  művében maradt ránk, és számos művészeti alkotás ihletőjévé vált. Ammianus Marcellinus 4. századi római író kissé másként mesélte el a történetet: nála Dionüsziosz király a lakmározó és dorbézoló vendégek feje fölé függesztette a kardot.
Damoklész kardja képletes értelemben a látszólag kellemes körülmények között a minden pillanatban bekövetkezhető, állandóan fenyegető veszedelem jelképe.